# Juan Carlos Castilla Zenobi
Juan Carlos Castilla Zenobi (1940) es un biólogo marino chileno.
Realizó sus estudios de pregrado en la Pontificia Universidad Católica de Chile (PUC) y realizó un doctorado en la Universidad de Gales. Desde 1965 se desempeña como profesor de la Facultad de Ciencias Biológicas de la PUC. En 1985 publicó un artículo basado en unos estudios realizados en la parte de la costa chilena, en la cual se comprobó que gran parte de la población residente de este lugar había sido excluida.
Ha sido galardonado con el Premio TWAS (1996), el Premio Nacional de Ciencias Aplicadas y Tecnológicas de Chile (2010), el Premio Ramón Margalef de Ecología (2011), entre otros. En octubre de 2016 recibió el grado honorífico de Doctor Scientiae por la PUC.